# Anders Andersson
Pour les articles homonymes, voir Andersson.
Anders Andersson, né le 15 mars 1974 à Tomelilla (Suède), est un footballeur suédois, qui évoluait au poste de milieu à Malmö FF et à Åtvidabergs FF ainsi qu'en équipe de Suède.
Andersson a marqué trois buts lors de ses vingt-sept sélections avec l'équipe de Suède entre 1994 et 2005. Il participe à l'Euro 2000 et à l'Euro 2004 avec la Suède.

## Carrière
- 1990-1997 : Malmö FF
- 1997-1998 : Blackburn Rovers
- 1998-2001 : AaB Ålborg
- 2001-2004 : Benfica
- 2004-2005 : CF Belenenses
- 2005-2008 : Malmö FF

## Palmarès

### En équipe nationale
- 27 sélections et 3 buts avec l'équipe de Suède entre 1994 et 2005.
- Quart-de-finaliste du championnat d'Europe 2004.
- Participe au premier tour du championnat d'Europe 2000.

### Avec AaB Ålborg
- Vainqueur du Championnat du Danemark de football en 1999.
- Vainqueur de la Coupe du Danemark de football en 1999 et 2000.